# Државни пут 444
Државни пут IIБ реда 444 је локални пут у јужној Србији који повезује Босилеград са Македонском границом. Деоница Караманица—Голеш је неизграђена.

## Траса пута
| \| \| \| \| Везе \| \| ---------------------------------------- \| ---------- \| \| ------------- \| \| 0 \| Рибарци \| \| Босилеград \| \| 22 \| Караманица \| \| \| \| Деоница Караманица—Голеш је неизграђена. \| \| \| \| \| 26 \| Голеш \| \| Крива Паланка \| |            |  |               |
| |            |  | Везе          |
| 0 | Рибарци    |  | Босилеград    |
| 22 | Караманица |  |               |
| Деоница Караманица—Голеш је неизграђена. |            |  |               |
| 26 | Голеш      |  | Крива Паланка |